# Xi An Glory International Financial Center
Pour les articles homonymes, voir IFC.
Le Xi An Glory International Financial Center est un gratte-ciel achevé en 2022 à Xi'an en Chine. Il s'élève à 350 mètres de hauteur.